# Eucyclopera minuta
Eucyclopera minuta är en fjärilsart som beskrevs av Rothschild 1912. Eucyclopera minuta ingår i släktet Eucyclopera och familjen björnspinnare. Inga underarter finns listade i Catalogue of Life.